# Camera Notes

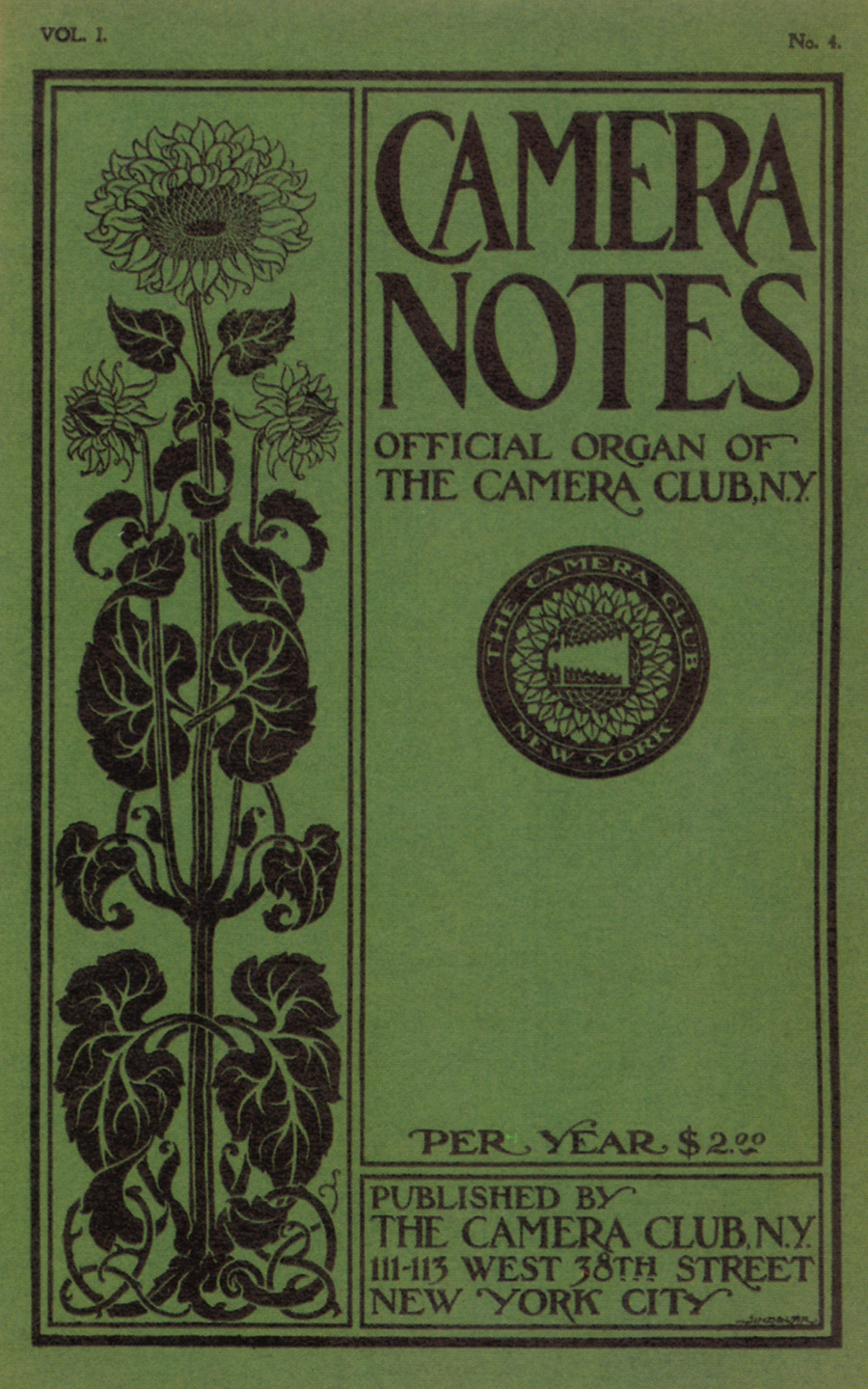
Titulní strana časopisu Camera Notes č. 4 (1898)

Camera Notes byl fotografický čtvrtletník, který vycházel ve Spojených státech v letech 1897–1903.
Vydavatelem byl americký spolek fotografů Camera Club of New York. Do roku 1902 byl editorem časopisu Alfred Stieglitz. V časopise dále publikovali Frank Eugene, Gertrude Käsebierová, Joseph Keiley, Edward Steichen, Clarence White, William B. Post, Alfred Horsley Hinton a další.

## Galerie

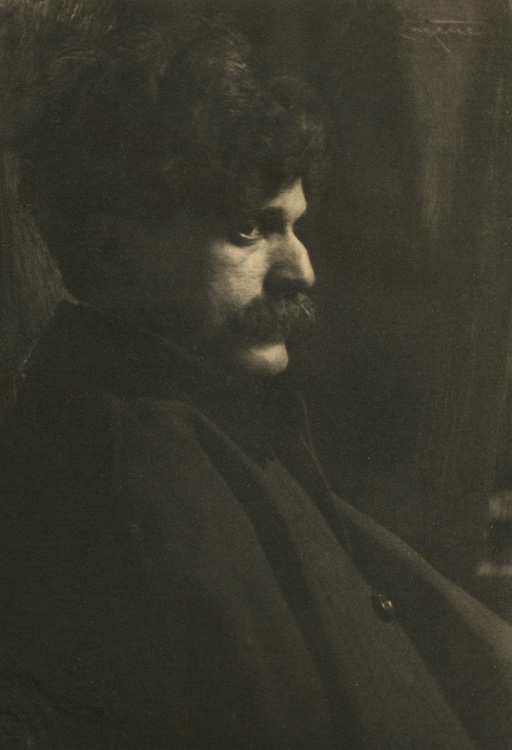
Frank Eugene: Alfred Stieglitz, 1901
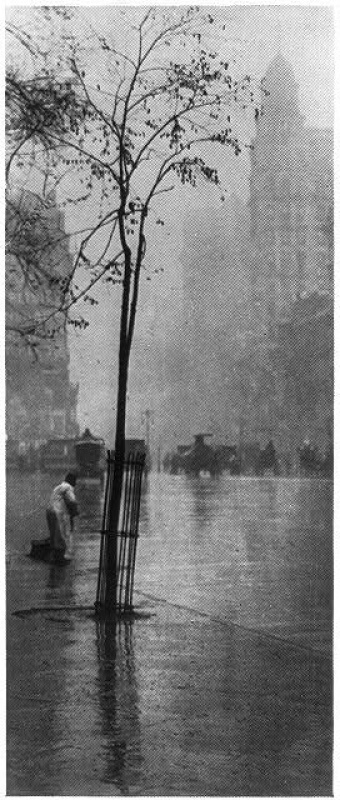
Alfred Stieglitz: Zametač, 1902
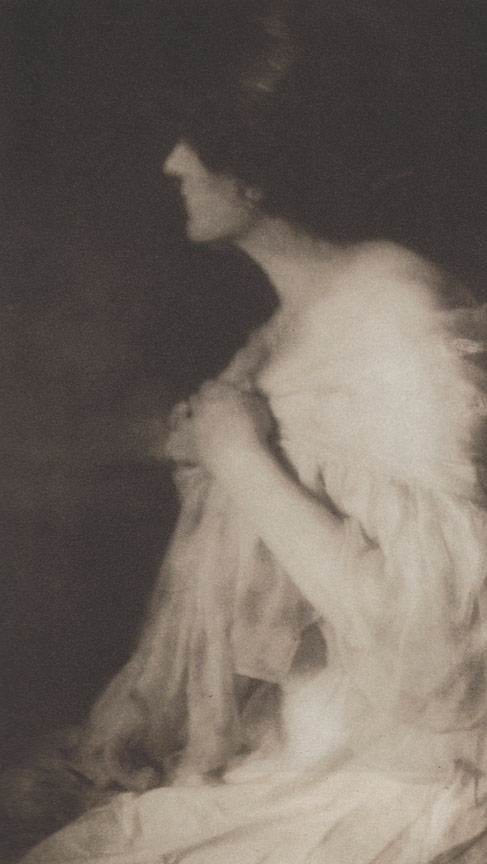
Rose Clarková: Portrét paní M., 1900
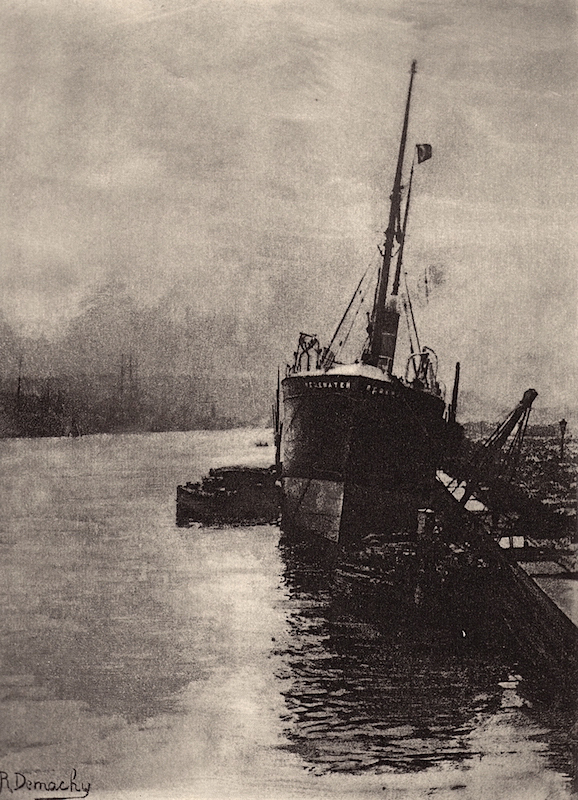
Robert Demachy: Rowen, 1898
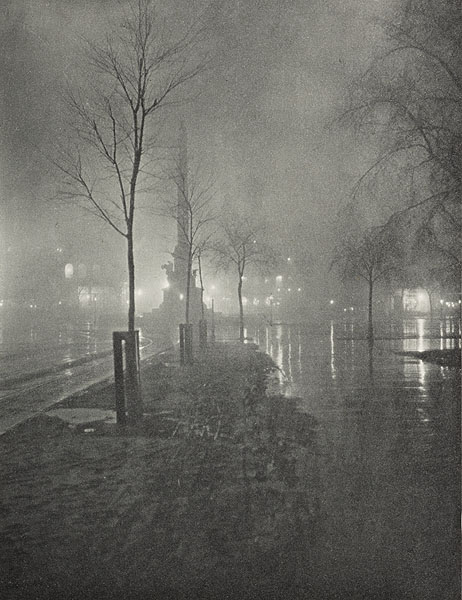
William Fraser: A Wet Night, Columbus Circle, 1899
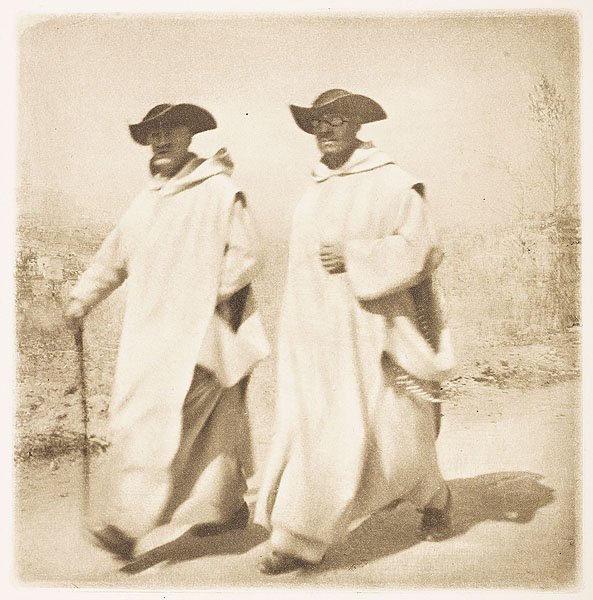
James Craig Annan: Mniši Řádu karmelitánů, 1901
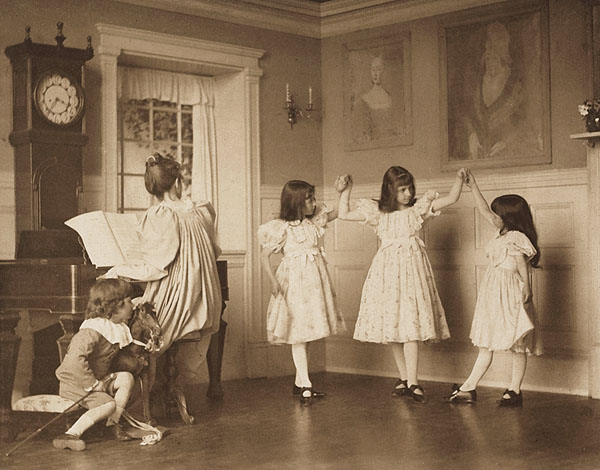
Rudolf Eickemeyer: Tanec, 1901
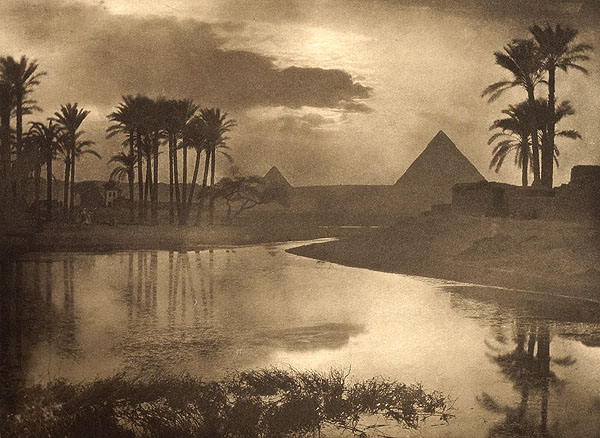
Ernest Ashton: Večer u pyramid, 1898
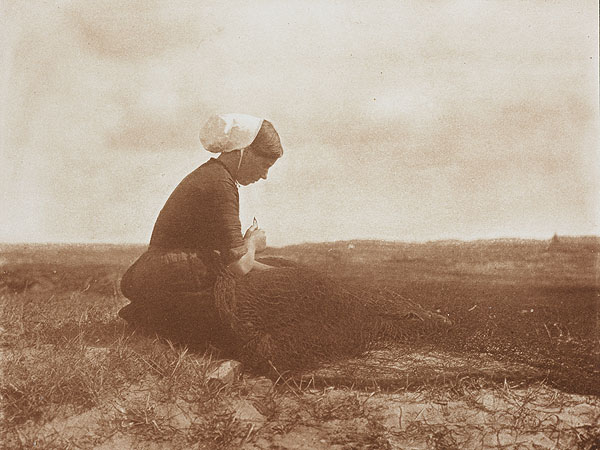
Alfred Stieglitz: Spravování sítě, 1899
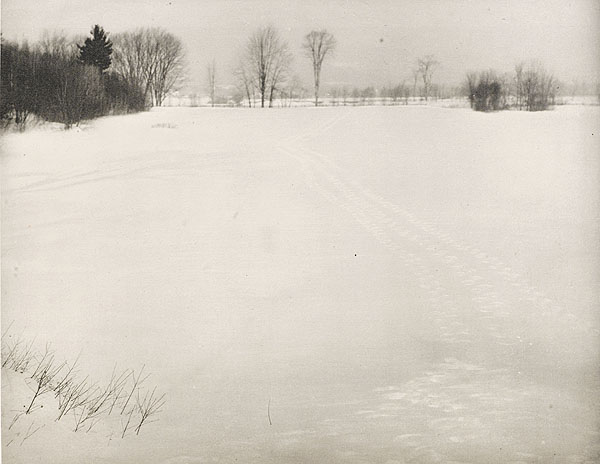
William B. Post: Intervale Winter, 1901
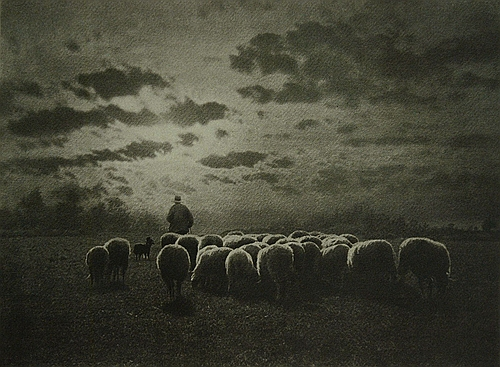
Léonard Misonne: Při západu slunce, 1901
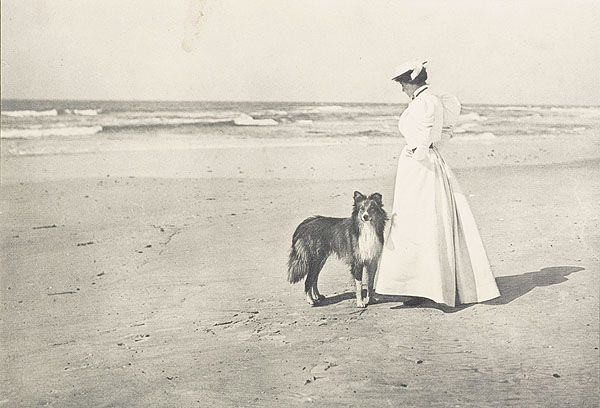
William D. Murphy: Na pláži, 1902